# 小行星17024
小行星17024（17024 Costello）是一颗绕太阳运转的小行星，为主小行星带小行星。该小行星于1999年3月15日发现。

## 轨道参数
小行星17024的轨道半长轴为2.4329693 UA，离心率为0.067。